# Faccia da mascalzone
Faccia da mascalzone è un film del 1956 scritto e diretto da Raffaele Andreassi e interpretato da Alberto Sorrentino, Valentina Cortese, Douglas Fairbanks Jr., e Rossano Brazzi.

## Trama
Due ragazze, Veronica e Valentina, ricevono un invito per un provino cinematografico, e chiedono a Mario, un fattorino d'albergo, di accompagnarle. Ma ironicamente a essere scelto da un regista è proprio Mario, ritenuto dotato di una grande espressività facciale. Durante l'esperienza cinematografica, Mario avrà l'opportunità di assistere anche ad altre produzioni. E dopo si suicidarono perché non ebbero successo